# Быков, Виктор Николаевич
Ви́ктор Никола́евич Бы́ков (19 февраля 1945, Симферополь) — советский трековый велогонщик, выступал за сборную СССР во второй половине 1960-х годов — первой половине 1970-х годов. Двукратный чемпион мира в командной гонке преследования, чемпион всесоюзных и республиканских первенств, участник двух летних Олимпийских игр. На соревнованиях представлял спортивное общество «Динамо», заслуженный мастер спорта СССР (1969).

## Биография
Виктор Быков родился 19 февраля 1945 года в городе Симферополе в Крыму. Активно заниматься велоспортом начал в раннем детстве, проходил подготовку на бетонном симферопольском треке, позже состоял в минском добровольном спортивном обществе «Динамо».
Первого серьёзного успеха на треке добился в 1961 году, когда в Туле выиграл международные соревнования на Большие призы в командной гонке преследования. В 1966 году попал в основной состав советской национальной сборной и отправился на чемпионат мира во Франкфурт-на-Майне, где вместе с товарищами по команде Михаилом Колюшевым, Леонидом Вуколовым и Станиславом Москвиным получил в командном преследовании бронзовую медаль, уступив лишь командам из Италии и ФРГ.
В 1967 году Быков выступил на чемпионате мира в Амстердаме, с Москвиным, Колюшевым и влившемся в команду латышом Дзинтаром Лацисом одержал победу в программе командного преследования и стал чемпионом мира.
Благодаря череде удачных выступлений удостоился права защищать честь страны на летних Олимпийских играх 1968 года в Мехико — вместе с командой, куда также вошли Станислав Москвин, Дзинтар Лацис, Михаил Колюшев и Владимир Кузнецов, сумел дойти до стадии полуфиналов, где потерпел поражение от сборной Дании. В гонке за третье место соревновался со спортсменами из Италии, но тоже проиграл. Год спустя с Москвиным, Кузнецовым и Сергеем Кусковым во второй раз завоевал титул чемпиона мира, став лучшим на мировом первенстве в Антверпене.
На чемпионате мира 1970 года в английском Лестере Быков участвовал сразу в двух дисциплинах, индивидуальной и командной гонках преследования — в обоих случаях показал третий результат и получил бронзовые медали (в командной дисциплине его партнёрами были Станислав Москвин, Владимир Кузнецов и Владимир Семенец). В следующем сезоне на первенстве мира в итальянском Варезе занял четвёртое место в командном преследовании и дошёл до четвертьфиналов в индивидуальном. Будучи одним из лидеров советской национальной сборной, прошёл квалификацию на Олимпийские игры 1972 года в Мюнхен, с командой, куда помимо Кузнецова вошли Анатолий Степаненко и Александр Юдин, добрался только до четвертьфинальных заездов, потерпев поражение от команды Польши. Последний раз участвовал в крупных международных соревнованиях в 1973 году, когда съездил на чемпионат мира в испанский Сан-Себастьян и тоже остановился на стадии четвертьфиналов. За выдающиеся спортивные достижения удостоен почётного звания «Заслуженный мастер спорта СССР».
Имеет высшее образование, окончил Белорусский государственный университет физической культуры. После завершения спортивной карьеры работал тренером по велосипедному спорту. В настоящее время проживает в Евпатории.